# Филлипс, Натан (политик)
Натан Филлипс (англ. Nathan Phillips, 1892 — 1976) —  канадский политик, королевский адвокат, 53-й мэр Торонто (с 1955 по 1962). Впервые избран в городской совет Торонто в середине 1920-х.

## Биография
Родился в еврейской семье Джейкоба Филлипса и Мэри (урожденной Розенблум), и получил образование в государственных и средних школах в Корнуолле. Окончил юридический факультет Юридической школы Осгуд Холл в 1913, с 1914 входит в коллегию адвокатов Онтарио. Занимался юридической практикой в Торонто и был назначен королевским советником в 1929, считался в то время самым молодым человеком в Британской империи, удостоенным этой чести (call to the bar).
7 марта 1917 женился на Эстер Лайонс (англ. Esther Lyons, 1893 — 1983), у них было трое детей: Льюис, Мэдлин, Ховард. В День матери, 12 мая 1929, автомобилист сбил Льюиса, когда он вкладывал письмо в почтовый ящик для своего отца возле их дома на Лаудер-авеню. Ховард в 1949 вместе с Н. Филлипсом стал первым в истории дуэтом сына и отца, который одновременно занимал пост олдермена в совете города Торонто.
Был членом Консервативной партии, участвовал в создании молодёжного крыла Консервативной партии Онтарио, а затем баллотировался в качестве кандидата от консерваторов в Спадине на федеральных выборах 1935 года, на которых занял второе место. Позже также безуспешно участвовал в выборах от Сент-Эндрю во время провинциальных выборов 1937 и 1948 годов. Был впервые избран в городской совет Торонто в 1924 году в качестве олдермена 4-го округа, что положило началу 36-летней карьеры в муниципальной политике. Избран мэром в 1955. Приветствовал изгнанного короля Югославии Петра II во время официального визита в мэрию 23 марта 1959, но забыл о сербском православном епископе из Чикагской епархии, которого оставил ждать в залах городского совета.
Под его руководством город Торонто проводил агрессивную программу сноса исторических сооружений по всему городу с целью «модернизации». Большие кварталы в центре города были куплены и снесены, а многие знаковые здания и кварталы были разрушены, такие как Оружейная палата на Юниверсити-авеню, поместье Чорли-Парк, Главное почтовое отделение (построенное в 1873 году в стиле Второй империи и самое дорогое федеральное здание, когда-либо построенное в Канаде), первоначальное здание еврейской общины Торонто (называемое Уорд) вокруг Старой ратуши и Старый китайский квартал Торонто. Сама старая ратуша едва избежала сноса, а Форт-Йорк пережил голосование совета за перенос в Парк Коронации после того, как Историческая ассоциация Торонто заручилась общественной поддержкой. Его помнят как движущую силу строительства новой мэрии Торонто и выбор яркого авангардного проекта финского архитектора Вильо Ревелла. Пробыл на посту мэра пять сроков, прежде чем потерпел поражение на муниципальных выборах в Торонто в 1962 от Дональда Дина Саммервилля.

## Память
- Площадь Натана Филлипса[англ.] (официально открыта 13 сентября 1965 года).[6][7]